# Skutarisee
Der Skutarisee (auch Shkodrasee oder Skadarsee; albanisch Liqen/-i i Shkodrës, serbisch und montenegrinisch Скадарско језеро Skadarsko Jezero, historisch auch italienisch Lago di Scutari) ist der größte See der Balkanhalbinsel und der größte See Südeuropas. Die hier verwendete Bezeichnung hat der See nach dem früher verwendeten italienischen Namen der an der Südostspitze des Sees gelegenen albanischen Stadt Shkodra (serbisch/montenegrinisch Скадар/Skadar). Der See liegt im Grenzgebiet zwischen Montenegro und Albanien, der montenegrinische Anteil an der Fläche des Sees ist etwas größer als der albanische. Nach Südwesten ist er durch das bis zu 1600 Meter hohe Gebirge Rumija von der nur 20 Kilometer entfernt liegenden Adria getrennt, während sich an der Nordostseite ein weit gedehntes, teilweise versumpftes Flachland anschließt.

## Geographie
Der Skutarisee ist 48 Kilometer lang und bis 14 Kilometer breit. Er liegt in einem tektonisch entstandenen Polje und ist 368 km² groß (davon 219 km² in Montenegro und 149 km² in Albanien). Der Wasserspiegel des Sees schwankt stark, je nach Jahreszeit um bis zu fünf Meter. Dies führt ebenfalls zu einem starken Schwanken der Oberfläche zwischen 370 km² und 540 km² bei Hochwasser nach der Schneeschmelze. Die durchschnittliche Höhe über dem Meeresspiegel beträgt sieben Meter. Die Wassertiefe beträgt häufig nur fünf bis neun Meter. Einige unterirdische Quellen, auch Augen genannt, aus denen der See unter anderem gespeist wird, sind bis zu 44 Meter tief. Als Kryptodepression liegt der Seegrund teilweise unterhalb des Meeresspiegels.
Der Hauptzufluss ist die Morača auf montenegrinischer Seite, sie speist den See zu 60 Prozent. Der Abfluss zur Adria ist die Buna (albanisch; serbisch Bojana), die fast auf ihrer gesamten Länge die Grenze zwischen Albanien und Montenegro markiert.
Entlang des südwestlichen, montenegrinischen Ufers liegen einige kleine Inseln wie Beška, Moračnik, Starčevo oder Grmožur, auf denen sich verschiedene kleine Kirchen und Burgruinen befinden. Etwa in der Mitte des Nordostufers befindet sich ein schmaler Arm, der rund 15 Kilometer weit ins Land hineinreicht, in Albanien Bucht von Hoti (albanisch Gjiri i Hotit) genannt.
Das Ost- und Nordufer sind meist flach und schwer zugänglich. Am steileren Südwestufer finden sich diverse Orte: Virpazar im Norden, südlich davon Godinje, Bobovište und Ckla, jenseits der Grenze Zogaj und Shiroka.

## Geologische Evolution
Anders als der tektonisch entstandene und geologisch alte Ohridsee ist der Skutarisee geologisch sehr jung. Seine heutige Form hat sich mehr oder weniger erst innerhalb der letzten 18.000 Jahre eingestellt. Während der Eiszeit waren alle umliegenden Gebirge teilweise stark vergletschert. Daher war der See auch während der Eiszeiten stark abhängig vom glazialen Abflussregime der damaligen Flusssysteme. Auch heute speisen die Zuflüsse des Dinarischen Hochgebirges den Skutarisee. Dabei ist die Wasserzufuhr durch die Verkarstung der Landschaft sehr komplex. Selbst unterirdische Quellen gehören mit zum Speisungssystem, da einige Flussläufe wie die Cijevna teilweise im Untergrund verschwinden (siehe beispielsweise: Ponor).

## Klima
Das Klima ist sub-mediterran geprägt. Neben milden und regenreichen Wintern, in denen die Temperatur kaum unter 5 °C sinkt, gibt es heiße und trockene Sommer mit Tageshöchsttemperaturen von über 40 °C. Die Wassertemperatur schwankt zwischen 7,3 °C im Winter und 27,2 °C im Sommer.

## Flora und Fauna
Das Seebecken ist ein sensibles Ökosystem, das über 20 endemischen Tier- und Pflanzenarten eine Heimat bietet.
Der Skutari-Wasserfrosch, der in der ganzen näheren Region vorkommt, wurde nach dem See benannt. Die Wasserfrösche werden für die Nahrungskette im See als wichtig eingestuft.
Wichtig ist der Skutarisee als Rast- und Brutplatz für Zugvögel aus Nordeuropa. Sie überwintern am See oder nutzen ihn im Frühjahr auf ihrem Zug als Rastplatz. Der Krauskopfpelikan nistet seit 2014 wieder am Skutarisee.
Der montenegrinische Teil des Skutarisees wurde 1983 zum Nationalpark erklärt und 1996 in die internationale Ramsar-Liste schützenswerter Feuchtgebiete aufgenommen. 2005 wurde auch der albanische Teil als Naturreservat unter Schutz gestellt.

## Bilder

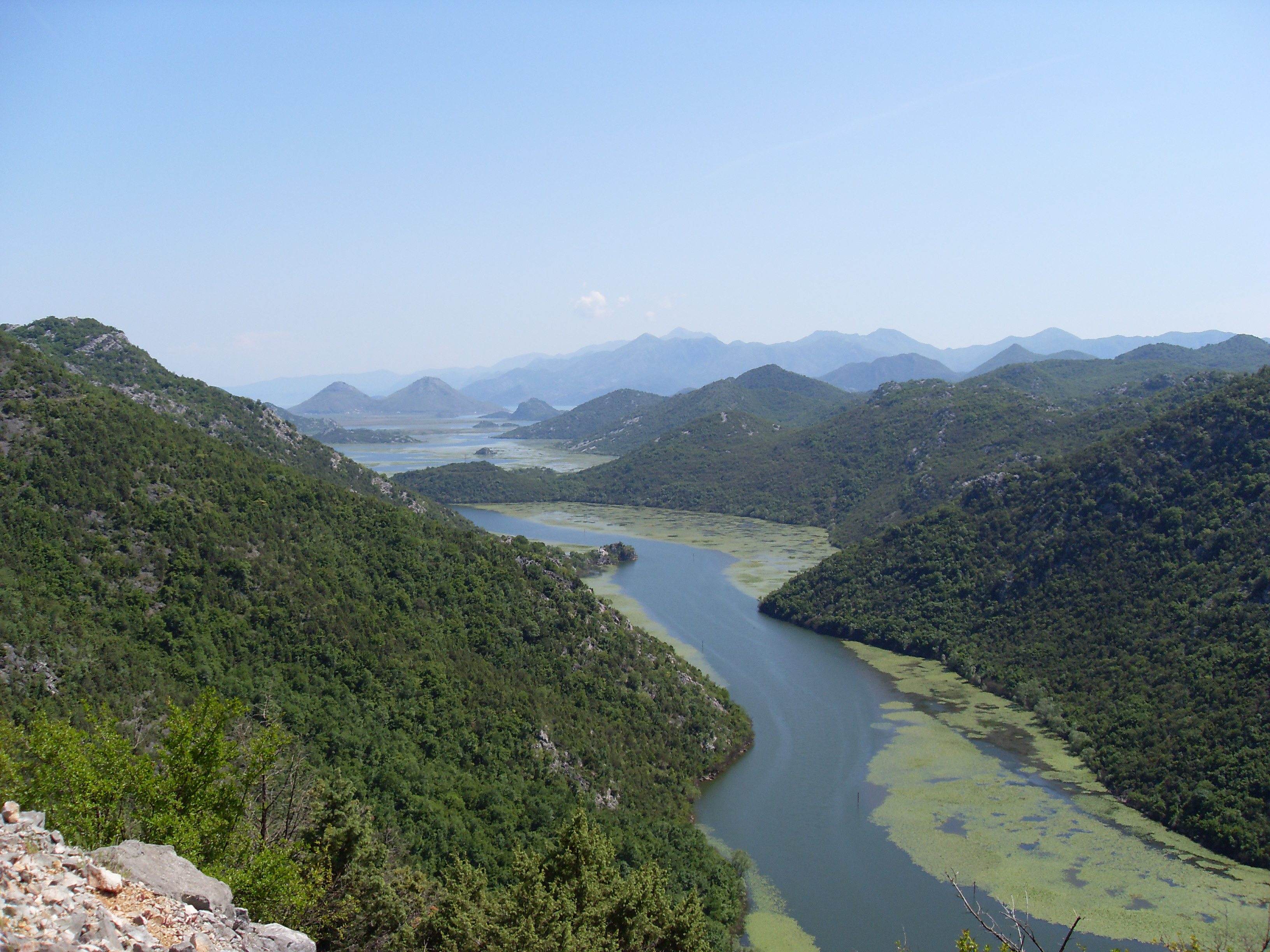
Westliches Ende des Sees bei Rijeka Crnojevića
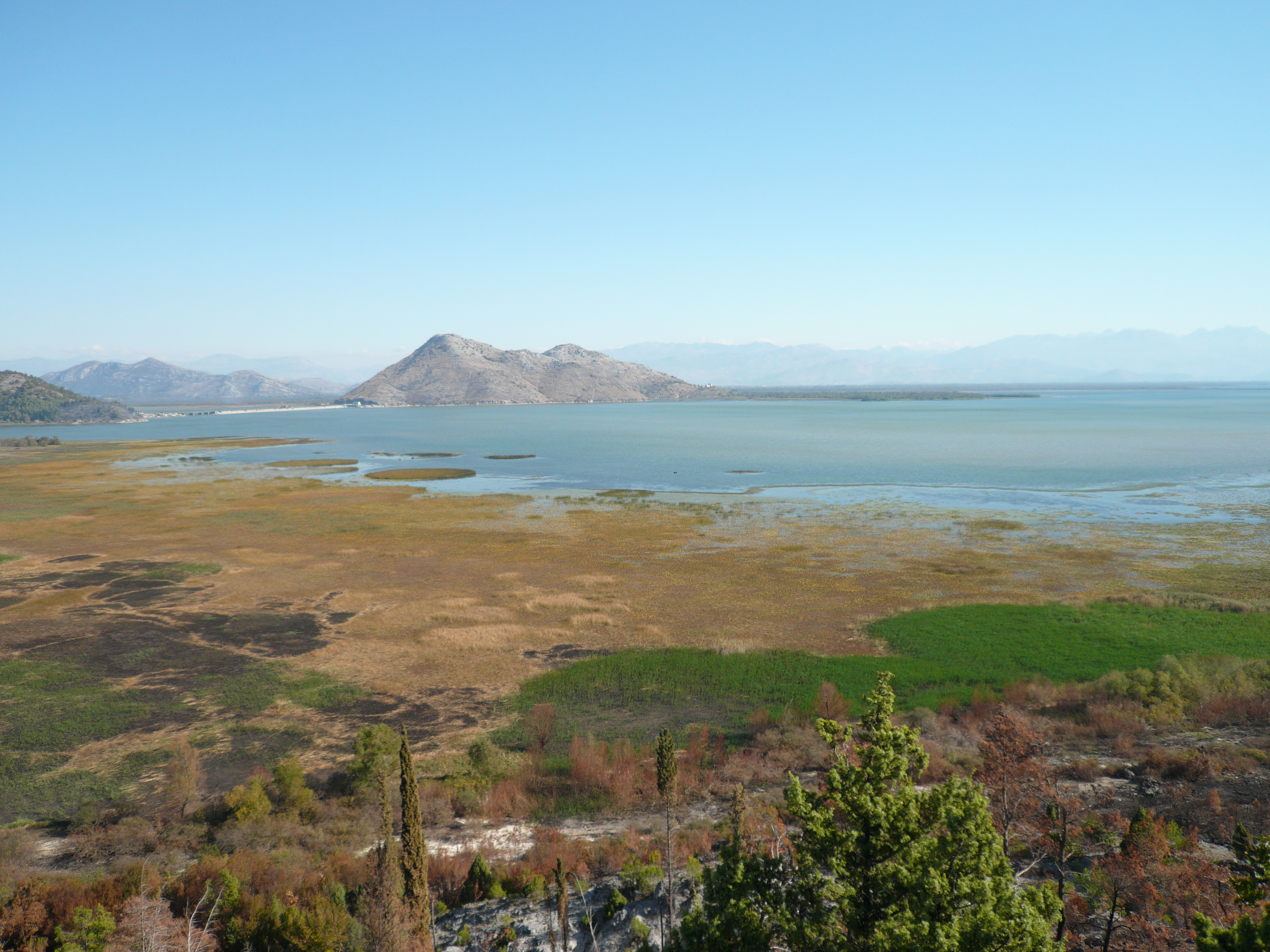
Damm bei Virpazar und Mündungsgebiet der Morača
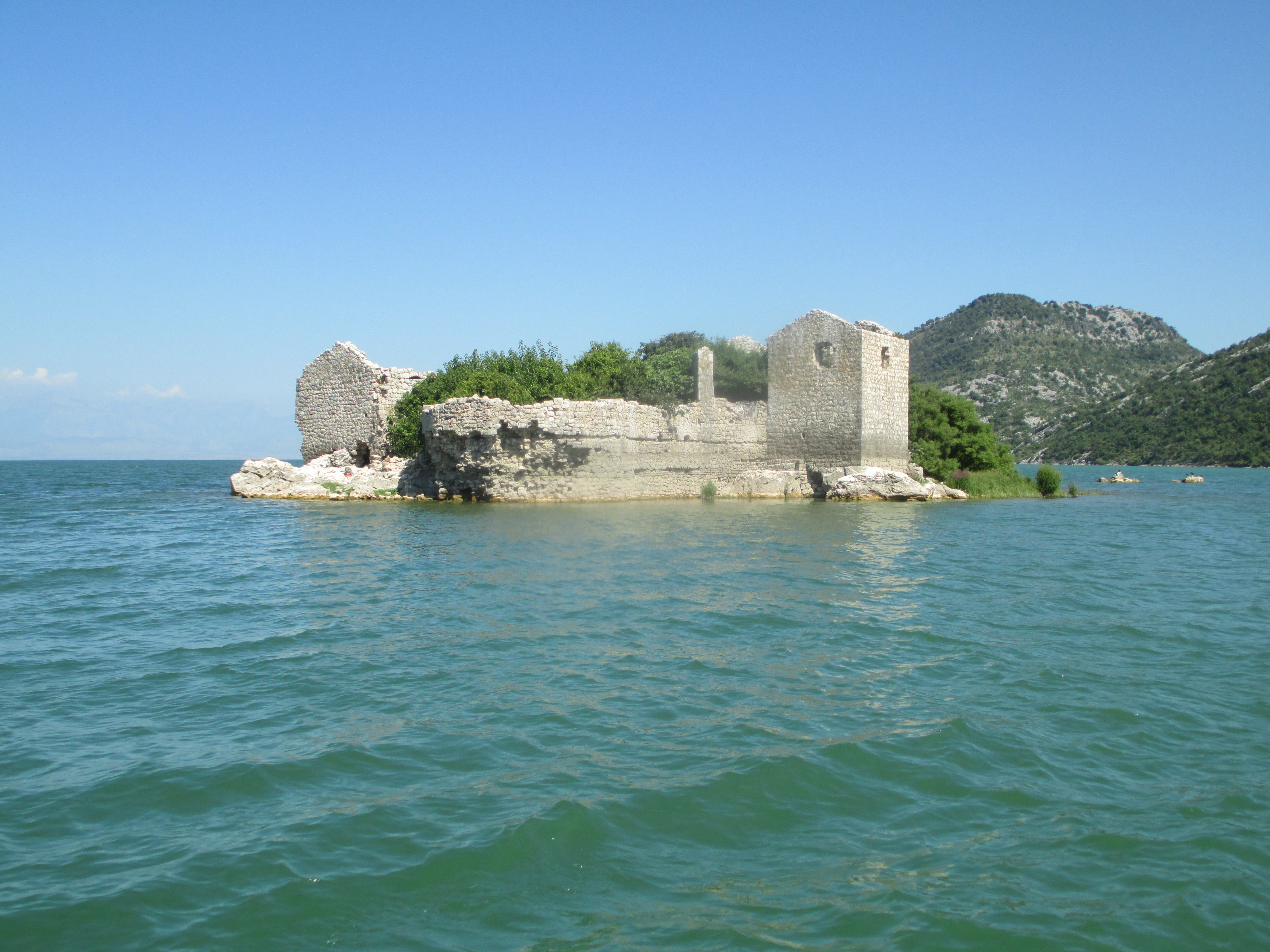
Burg Grmožur
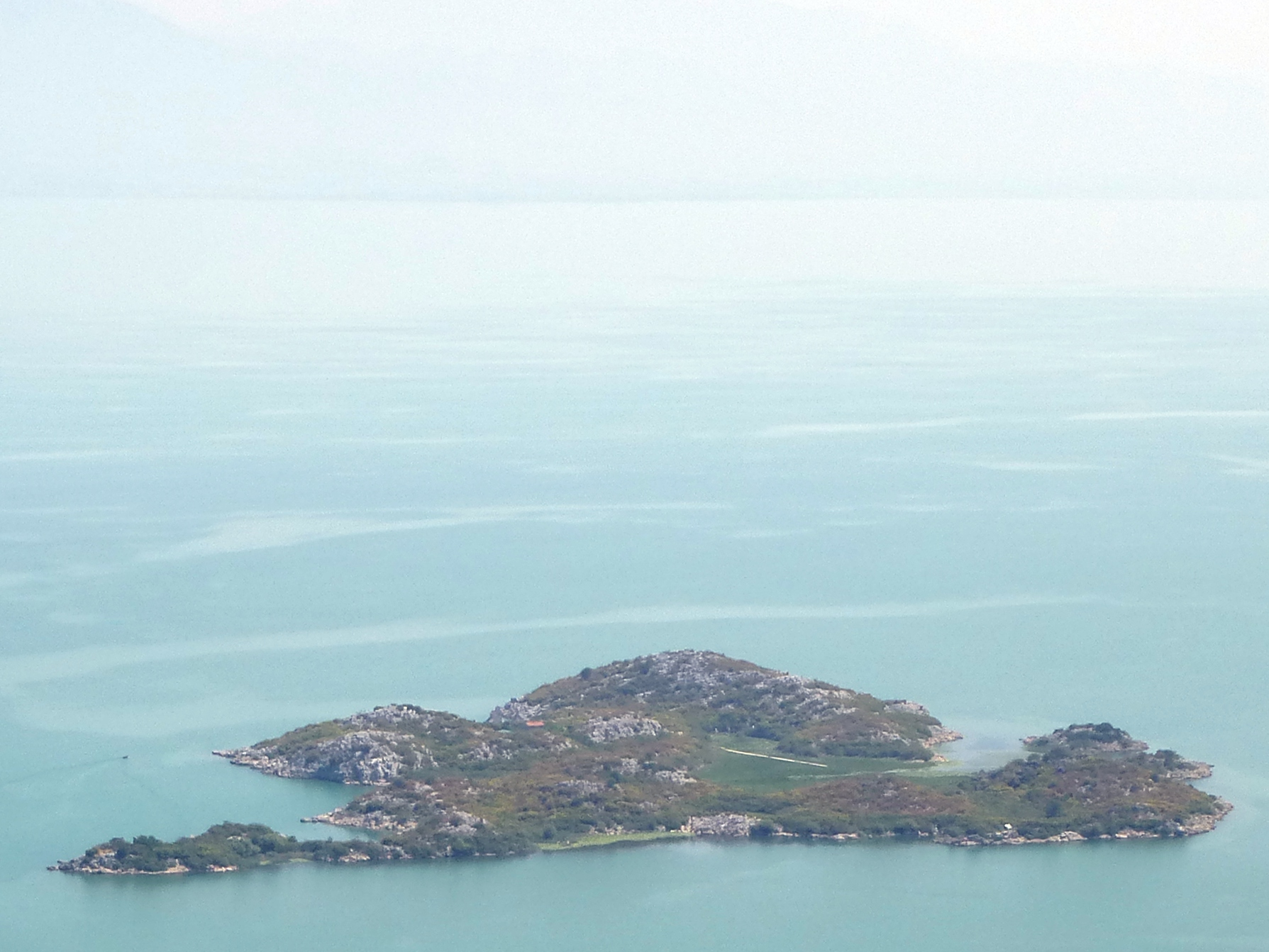
Insel Beška
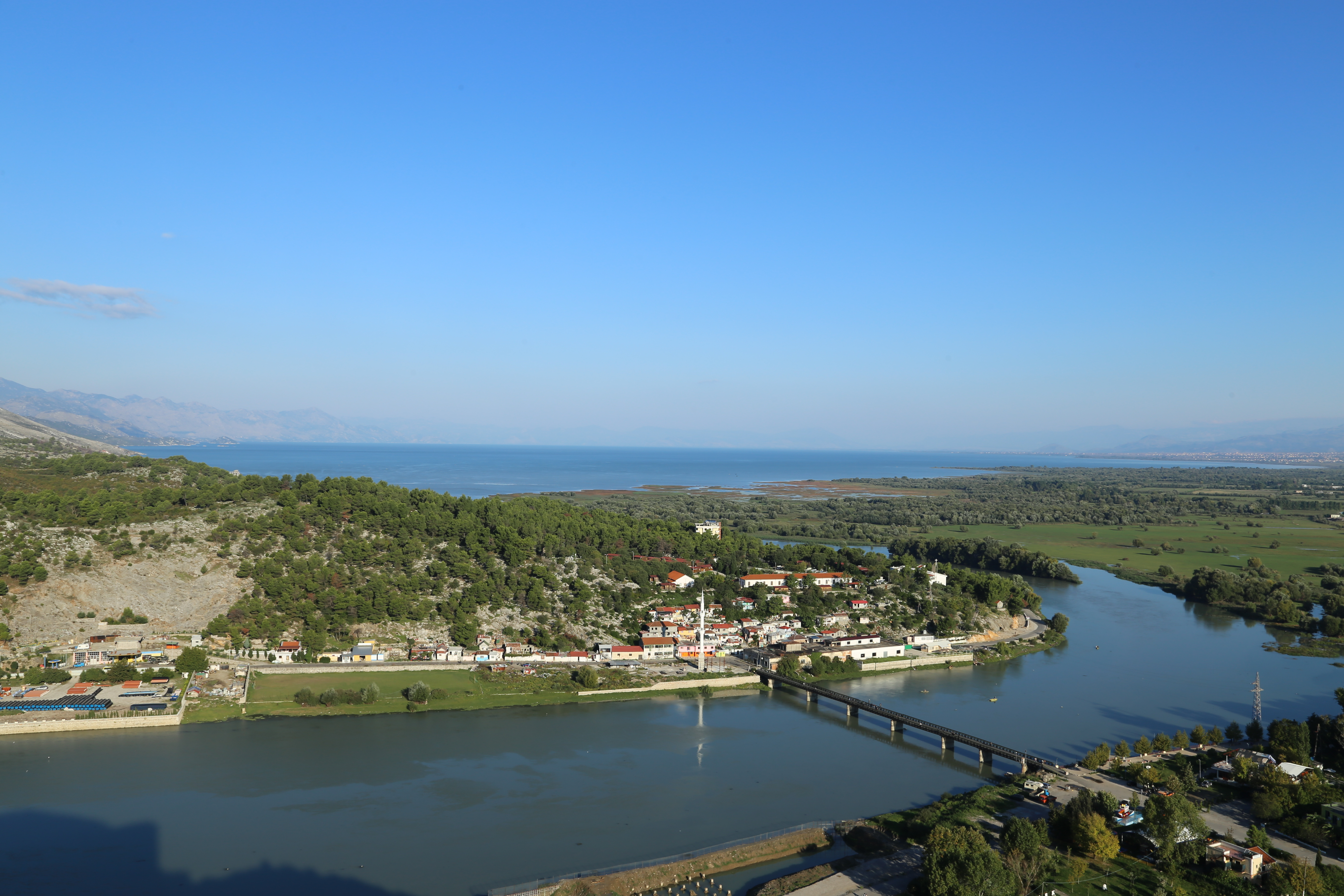
Ausfluss in Shkodra